# الأنواع الأساسية

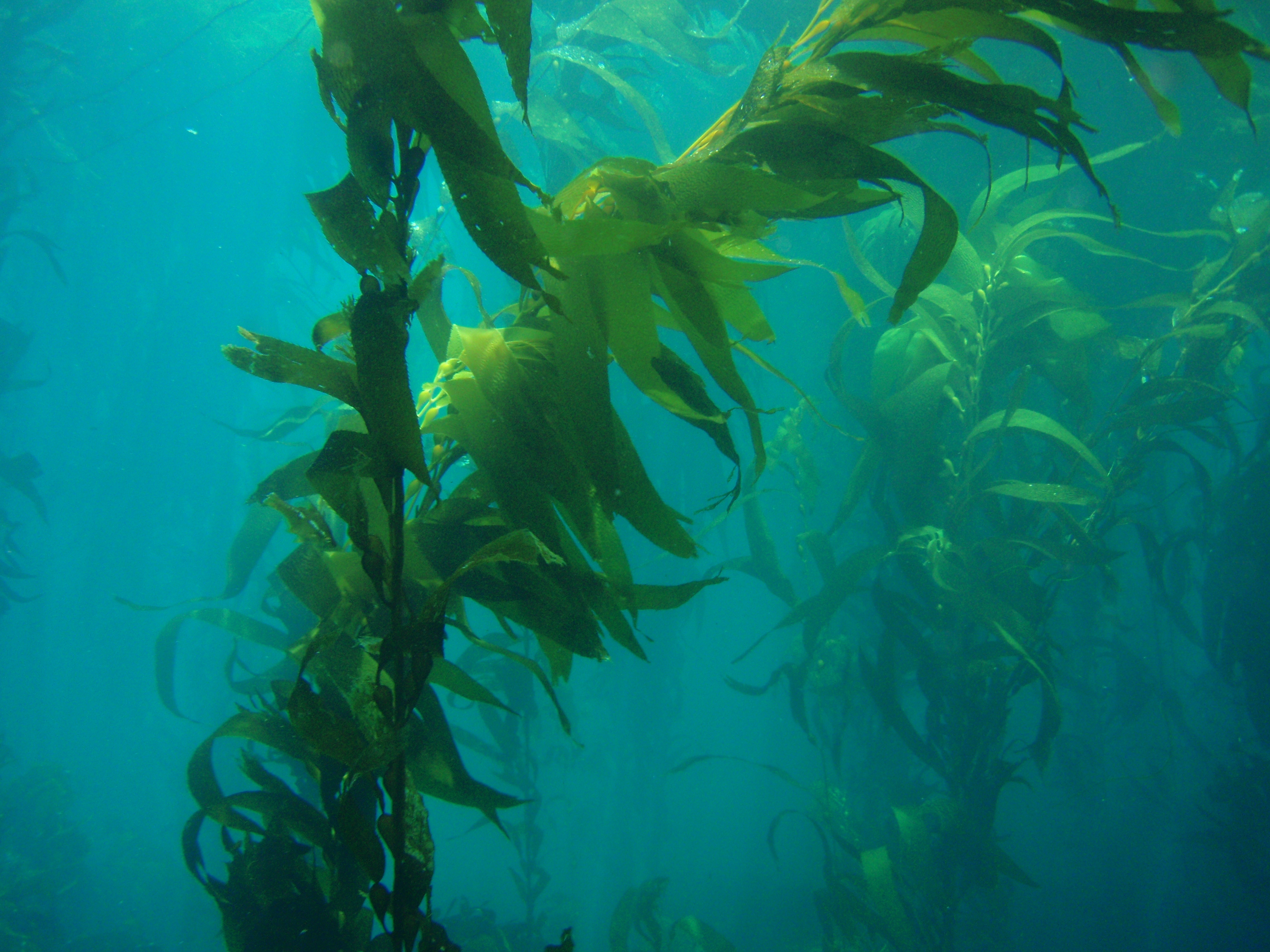
غابة كاليفورنية من عشب البحر العملاق، نوع أساسي

في علم البيئة، الأنواع الأساسية هي الأنواع التي لها دور قوي في هيكلة المجتمع. يمكن أن تشغل الأنواع الأساسية أي مستوى غذائي في شبكة الغذاء (أي أنها يمكن أن تكون منتجين أساسيين أو حيوانات عاشبة أو حيوانات مفترسة). صاغ المصطلح باول ك. دايتون في عام 1972، الذي طبقه على أعضاء معينين من مجتمعات اللافقاريات البحرية والطحالب. لقد كان واضحا من الدراسات التي أجريت في عدة مواقع أن هناك عددا قليلا من الأنواع التي كان لأنشطتها تأثير غير متناسب على بقية المجتمع البحري، وبالتالي كانت تشكل عنصرا أساسيا في مرونة المجتمع. كانت وجهة نظر دايتون هي أن التركيز على الأنواع الأساسية من شأنه أن يسمح باتباع نهج مبسط لفهم كيفية تفاعل المجتمع ككل مع الاضطرابات، مثل التلوث، بشكل أسرع، بدلاً من محاولة القيام بالمهمة الصعبة للغاية المتمثلة في تتبع استجابات جميع أعضاء المجتمع في وقت واحد. ومنذ ذلك الحين، طبق المصطلح على مجموعة من الكائنات الحية في النظم البيئية في جميع أنحاء العالم، في كل من البيئات المائية والبرية. قام آرون إليسون وآخرون بإدخال هذا المصطلح إلى علم البيئة الأرضية من خلال تطبيق مصطلح الأنواع الأساسية على أنواع الأشجار التي تحدد وتنظم أنظمة بيئية غابات معينة من خلال تأثيراتها على الكائنات الحية المرتبطة بها وتعديل عمليات النظام البيئي.

## أمثلة ونتائج فقدان الأنواع الأساسية

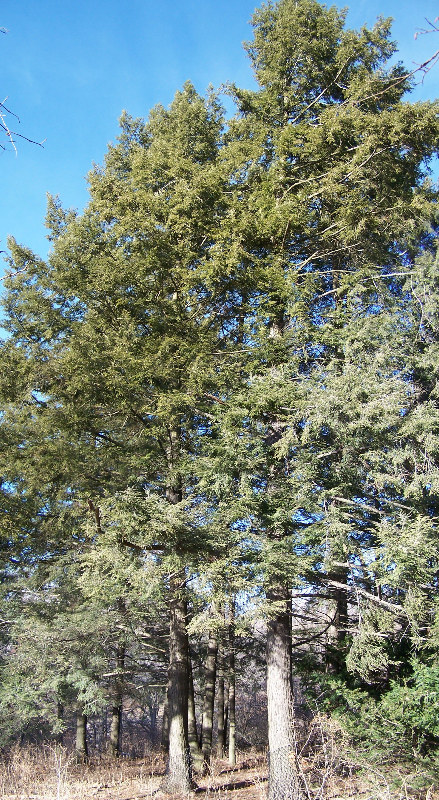
تسوجا كانادينسيس

لاحظت دراسة أجريت في McKenzie Flats في محمية إشبيلية الوطنية للحياة البرية في نيو مكسيكو، وهي منطقة انتقالية شبه قاحلة، نتيجة فقدان مجموعة متنوعة من الأنواع الأساسية المختلفة السائدة والمهيمنة من النباتات على نمو الأنواع الأخرى. تتكون هذه المنطقة الانتقالية من نوعين من صحراء شيواوية، الجراما السوداء (Bouteloua eriopoda) وشجيرة الكريوسوت (حشيشة الشحم)، ونوع السهوب قصيرة العشب، الجراما الزرقاء (Bouteloua gracillis). يهيمن كل نوع على منطقة ذات بيئة تربة محددة. تهيمن الجراما السوداء على التربة الرملية، بينما تهيمن الجراما الزرقاء على التربة ذات المحتوى الطيني العالي، وتهيمن شجيرة الكريوزوت على التربة الناعمة ذات الحصى السطحي. أشارت هذه الدراسة إلى أن الاستجابات لفقدان الأنواع الأساسية تعتمد على مجموعة متنوعة من العوامل المختلفة بدءًا من قدرة النوع على التعافي إلى الظروف المناخية للنظام البيئي وحتى أنماط الهيمنة واستكشفت الأسباب المحتملة لنتائج الدراسة. أشارت النتائج إلى أنه في المناطق التي بها نوع أساسي واحد سائد فقط، تسبب فقدانه في تحول في الهيمنة إلى مجتمع مهيمن مختلط. على سبيل المثال، شهدت أراضي الشجيرات التي سيطرت عليها شجيرة الكريوسوت تحولًا في الهيمنة إلى 32% بواسطة الشجيرات الأخرى، و26% بواسطة الأعشاب المعمرة، و22% بواسطة الأعشاب المعمرة بعد إزالة شجيرة الكريوسوت. وكان اكتشاف آخر هو أنه بغض النظر عن نوع المجتمع والأنواع التي تمت إزالتها، فقد أدى فقدان الأنواع الأساسية إلى زيادة إجمالية في القواعد السوداء مما يدعم فكرة أن النتيجة تتأثر بشكل كبير بقدرة استعادة الأنواع التي تمت إزالتها أو فقدانها.
لاحظت دراسة أخرى آثار فقدان أساس شجر التنوب الشرقي ( أتسوغة كندية) في النظام البيئي للغابات. شجر الهملوك الشرقي هو أحد الأنواع الأساسية في الغابات في شرق أمريكا الشمالية، ولكنه تعرض للتهديد بسبب الإدخال العرضي لحشرة الأديلجيد الصوفية. رصدت هذه الدراسة التأثيرات التي قد تحدثها خسارة شجر التنوب الشرقي على أعداد المفصليات، مثل النمل والخنافس والعناكب، حيث أن هذه الأنواع من المؤشرات المعروفة للتغير البيئي. وتوصلت النتائج إلى أنه في مناطق إزالة شجر التنوب، كانت هناك زيادة إجمالية وتدفق لأنواع المفصليات. وأشار الباحثون إلى أن السبب في ذلك يعود إلى زيادة الموائل المفتوحة بسبب فقدان أشجار التنوب. وقد توافقت نتائج هذه الدراسة التي أجريت على شجر التنوب مع نتائج دراسة ماكنزي فلاتس السابقة التي ناقشناها في أن فقدان الأنواع الأساسية أدى إلى انتشار تنوع الأنواع في المنطقة المتضررة. يبدو أن هذه النتائج تتناقض مع الاعتقاد الراسخ بأن الأنواع الأساسية تلعب دورًا حيويًا في المجتمعات والنظم البيئية من خلال إنشاء موائل للكائنات الحية، مما يشير إلى أنها في بعض الظروف تعيق تنوع الأنواع.
تلعب الأنواع الأساسية دورًا حيويًا في هيكلة المجتمع؛ ومع ذلك، يمكن أن يكون هذا بعدة طرق مختلفة. إن وجود نوع أساسي لديه القدرة على تقليل أو زيادة تنوع الأنواع اعتمادًا على دوره الخاص في نظام بيئي محدد. سلطت الدراسات التي ناقشتها الضوء على أمثلة حيث حدت الأنواع الأساسية من تنوع الأنواع في التصنيفات المتشابهة والمختلفة (دراسات McKenzie Flats و Eastern Hemoclone، على التوالي).

## التأثيرات

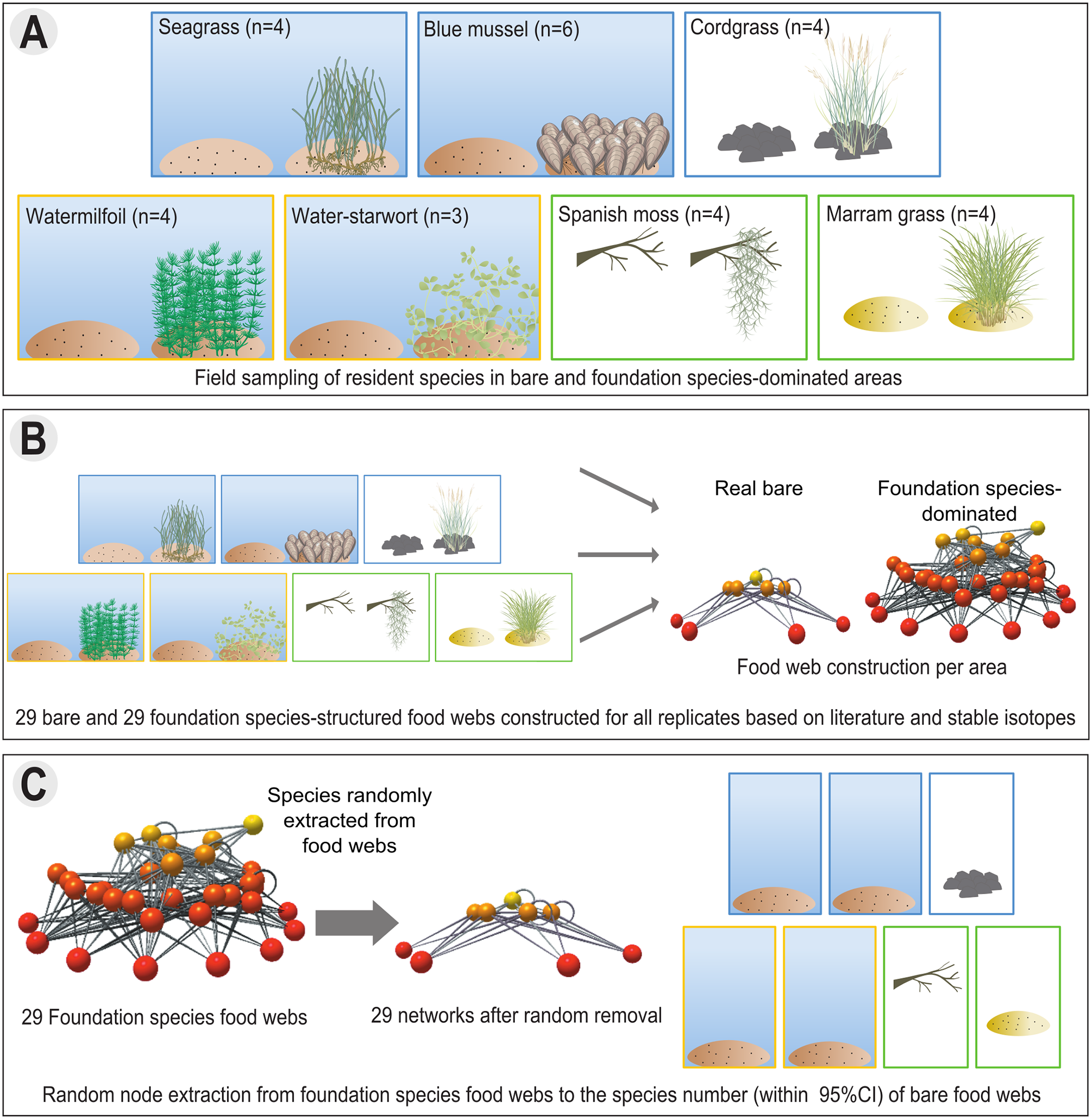
Foundation species enhance food web complexity
In a 2018 study by Borst et al...

دراسة أجريت عام 2018 بواسطة بورست وآخرون. أُجري اختبار الفرضية العامة التي تنص على أن الأنواع الأساسية - الكائنات الحية المهيمنة مكانيًا والتي تنظم الموائل - تعدل شبكات الغذاء من خلال تعزيز حجمها كما هو موضح من خلال عدد الأنواع، وتعقيدها كما هو موضح من خلال كثافة الارتباط، عن طريق تسهيل الأنواع، بغض النظر عن نوع النظام البيئي (انظر الرسم البياني). بالإضافة إلى ذلك، قاموا باختبار أن أي تغيير في خصائص شبكة الغذاء بسبب الأنواع الأساسية يحدث من خلال تسهيل عشوائي للأنواع في جميع أنحاء شبكة الغذاء أو من خلال تسهيل مستهدف لأنواع محددة تنتمي إلى مستويات غذائية معينة أو مجموعات وظيفية. وُجِد أن الأنواع الموجودة في قاعدة شبكة الغذاء تكون أقل قوة، وأن الحيوانات آكلة اللحوم تكون أكثر تسهيلًا في شبكات الغذاء الخاصة بالأنواع الأساسية مما كان متوقعًا بناءً على التيسير العشوائي، مما يؤدي إلى ارتفاع متوسط المستوى الغذائي وطول متوسط السلسلة. يشير هذا إلى أن الأنواع الأساسية تعمل على تعزيز تعقيد شبكة الغذاء بشكل كبير من خلال التسهيل غير الغذائي للأنواع عبر الشبكة الغذائية بأكملها.
تسهل الأنواع الأساسية بشكل كبير على المجتمع المرتبط إنشاء موطن جديد وتخفيف الضغط البدني. لقد وجد أن هذا الشكل من التيسير غير الغذائي من قبل الأنواع الأساسية يحدث عبر مجموعة واسعة من النظم البيئية والظروف البيئية. في المناطق الساحلية القاسية، تعمل الشعاب المرجانية، والأعشاب البحرية، وبلح البحر، والمحار، وأعشاب البحر، وأشجار المانغروف، ونباتات المستنقعات المالحة على تسهيل الكائنات الحية من خلال تخفيف التيارات والأمواج، وتوفير بنية فوق الأرض للمأوى والارتباط، وتركيز العناصر الغذائية، و/أو تقليل إجهاد الجفاف أثناء التعرض لانخفاض المد. وفي الأنظمة الأكثر اعتدالًا، وجد أن الأنواع الأساسية مثل الأشجار في الغابة، والشجيرات والأعشاب في السافانا، والنباتات الكبيرة في أنظمة المياه العذبة، تلعب أيضًا دورًا رئيسيًا في هيكلة الموائل في نهاية المطاف، تعمل جميع الأنواع الأساسية على زيادة تعقيد الموائل وتوافرها، وبالتالي تقسيم وتعزيز المساحة المتاحة للأنواع الأخرى.